# Escola Superior Pedagógica do Bié
A Escola Superior Pedagógica do Bié (ESP-Bié) é uma instituição de ensino superior pública angolana, sediada na cidade do Cuíto.
A instituição surgiu em meio as reformas no ensino superior angolano ocorridas nos anos de 2008 e 2009.
Tem a sua área de atuação restrita á província do Bié.

## Histórico
Em 2008, com a reforma do ensino superior promovida pelo governo de Angola, surge a proposta de criação de um polo das pedagogias no Bié, uma vez que a capital desta província, à época, não dispunha de polo de pedagogias e de ensino superior.
De tal proposta surge a Escola Superior Pedagógica do Bié, instrumentalizada pelo decreto-lei n.° 7/09, de 12 de maio de 2009, aprovado pelo Conselho de Ministros.

## Oferta formativa
A ESPB tinha, em 2018, as seguintes ofertas formativas a nível de licenciatura:

### Licenciaturas
As licenciaturas ofertadas são:
- Educação Física e Desportos;
- Educação Pré-escolar;
- Educação Primária;
- Ensino da Biologia;
- Ensino da Geografia;
- Ensino da Química;
- Matemática;
- Física.